# Jimmy Reed
Jimmy Reed (ur. 6 września 1925 w Dunleith, Missisipi, zm. 29 sierpnia 1976 w Oakland) – amerykański, czarnoskóry muzyk bluesowy – śpiewak i gitarzysta, grający także na harmonijce ustnej.
Jeden z prekursorów elektrycznego bluesa. Jeden z najsłynniejszych i najbardziej wpływowych bluesmenów. Reprezentował bardzo oszczędny, ascetyczny styl. Wywarł wielki wpływ na pokolenie młodych bluesmenów, jak i na kształtującą się w początku lat sześćdziesiątych brytyjską inwazję. Był autorem takich standardów jak „Baby, What You Want Me to Do”, „Bright Lights, Big City”, „Honest I Do”, „You Don’t Have to Go”, „Going to New York”, „Ain’t That Lovin’ You Baby” i „Big Boss Man”. Był jedną z inspiracji dla Jimiego Hendriksa.
W 1980 roku Jimmy Reed został wprowadzony do Blues Hall of Fame a 1991 do Rock and Roll Hall of Fame.

## Dyskografia
- 1959 I’m Jimmy Reed
- 1961 Jimmy Reed at Carnegie Hall
- 1962 Just Jimmy Reed
- 1962 Wailin’ the Blues
- 1963 12 String Guitar Blues
- 1963 Preachin’ the Blues [4 Track]
- 1964 Jimmy Reed at Soul City [live]
- 1966 Now Appearing
- 1967 The New Jimmy Reed Album
- 1967 Soulin’
- 1968 T’Aint No Big Thing
- 1969 New Jimmy Reed
- 1970 As Jimmy Is
- 1971 Found Love
- 1972 Big Boss Man
- 1973 I Ain’t from Chicago
- 1974 Down in Virginia
- 1976 The Blues Is My Business
- 1976 Let the Bossman Speak
- 2001 Big Boss Men [live]